# Smite
SMITE és un videojoc multijugador en linea en camp de batalla creat per Hi-Rez Studios per a Microsoft Windows, Xbox One, PlayStation4 i Nintendo Switch. El joc es basa en dos equips, cadascun format per cinc déus, enfrontats en un camp de batalla amb la finalitat de destruir la base enemiga protegida per sengles titans. Cada jugador es posa en la pell d'un déu de diferents mitologies el qual posseeix diferents poders i característiques. Al camp de batalla també hi ha personatges no controlats que ens proporcionen or i experiència. El joc va ser llançat oficialment el 25 de març de 2014.